# Раткус, Игнас Валерионович
Игнас Валерийонович Раткус — советский литовский хозяйственный деятель, Герой Социалистического Труда.

## Биография
Родился в 1913 году в Александряе.
В 1928—1944 — рабочий Александряйской фабрики изразцов, рабочий Шяульского подразделения молочной фирмы «Pienocentro».
В 1944—1974 — рабочий, мастер-механик, бригадир механиков Шяуляйского молочного комбината Министерства мясной и молочной промышленности Литовской ССР.
Указом Президиума Верховного Совета СССР от 14 июня 1966 года присвоено звание Героя Социалистического Труда с вручением ордена Ленина и золотой медали «Серп и Молот».
Умер в 1984 году в Шяуляе.

## Награды и звания
- Герой Социалистического Труда (14.06.1966)
- Орден Ленина (14.06.1966)